# Tragic Kingdom
Tragic Kingdom (en inglés: "Reino Trágico") es el tercer álbum de estudio de la banda estadounidense No Doubt. Fue lanzado el 10 de octubre de 1995 a través de Trauma Records, una división de Interscope Records. Fue producido por Matthew Wilder, mezclado por Paul Palmer y grabado en 11 estudios en Los Ángeles. Entre 1995 y 1998 siete sencillos fueron publicados, incluyendo «Just a Girl», que logró buenas posiciones en el Billboard Hot 100 en los Estados Unidos, al igual que en el Reino Unido, y «Don't Speak» que llegó al número uno en ambos países y que alcanzó las primeras cinco posiciones en la mayoría de las listas internacionales. 
El álbum recibió comentarios positivos de parte de la crítica. Fue nominado en la 38.º entrega de los Premios Grammy en las categorías mejor artista nuevo y mejor álbum de rock. El álbum ha vendido más de 17 millones de copias en todo el mundo, y fue certificado por la RIAA con el disco de diamante tras vender más de 10 millones de ejemplares en Estados Unidos al igual que en Canadá, en donde superó el millón, además obtuvo el platino en el Reino Unido y el triple platino en Australia. El disco ayudó a iniciar el resurgimiento del ska en los años 90. 
En 2003, ingresó en la lista de Rolling Stone entre los 500 álbumes más grandes de la historia, ocupando el puesto 441.

## Antecedentes
No Doubt editó su primer disco No Doubt en 1992, un año después de firmar con Interscope Records. Un álbum orientado al puro sonido ska un tanto alegre que contrastaba con el grunge, género que fue muy popular en aquella época en Estados Unidos. El álbum solo vendió 30.000 copias y las palabras del director de programas de la KROQ, una emisora de radio de California fueron: "Se necesita un acto de Dios para que esta banda obtenga un hueco en la radio".
La banda comenzó a trabajar en su segundo álbum en 1993, pero la discográfica rechazó la mayor parte del material, que fue escrito por Gary Angle y vinculado a la banda con el productor Matthew Wilder. El tecladista y hermano de Gwen, Eric Stefani, no quiso ceder el control creativo a alguien que no fuese de la banda, así que dejó de ensayar y grabar. Alentó a los demás miembros de la banda a escribir canciones, pero comenzó a incomodarse cuando lo hicieron. Eric se sintió cada vez más deprimido y en septiembre de 1994 dejó de asistir a los ensayos pese a que se llevaban a cabo frecuentemente en su casa. Pronto dejó la banda para seguir una carrera en la serie animada Los Simpsons. Poco después, el bajista Tony Kanal puso fin a su relación de siete años con Gwen Stefani.
La banda decidió producir su próximo álbum de manera independiente al que llamaron The Beacon Street Collection el que grabaron en un estudio casero y que editaron de manera independiente bajo su propio sello discográfico Beacon Street en 1995. A pesar de la limitada disponibilidad, el álbum había vendido 100.000 copias al finalizar el año. Esto hizo que Interscope Records reconsiderara la idea y les concedió la posibilidad de grabar un nuevo álbum.

## Producción
Tragic Kingdom fue grabado en once diferentes estudios en Los Ángeles, California, terminándose de grabar en octubre de 1995. En una de las sesiones de grabación, a la banda se les fue presentada a Paul Palmer, quien había trabajado anteriormente con Bush y que estaba interesado en trabajar en el nuevo álbum de No Doubt. Después de mezclar el primer sencillo "Just A Girl", Palmer hizo lo mismo con el resto del disco. Quería publicar el álbum bajo su propio sello Trauma Records, y como estaba asociado con Interscope, consiguió el contrato.
El nombre del álbum se debe a un juego de palabras sobre el Magic Kingdom (Reino Mágico), en referencia a Disneyworld, que se encuentra construido en la misma ciudad de la que proviene la banda, Anaheim, en California. Anaheim está a la vez situado en el Orange County (Condado Naranja), que debe también su nombre a las frutas que antiguamente era uno de los productos primarios de la zona. La carátula del álbum es una parodia sobre las etiquetas que se usaban en las cajas de naranjas. Las fotografías del álbum fueron tomadas por el artista plástico Daniel Arsenault. Gwen aparece adelante de la portada mientras que el resto de los integrantes aparecen detrás de ella en un campo de naranjos. Gwen convenció a Eric Stefani de que apareciese en la portada ya que aunque había dejado la banda, había contribuido significativamente en el álbum. Las fotografías de la carátula fueron tomadas en las calles de California y en huertos de naranjos. El vestido rojo de vinilo llevado por Gwen Stefani en la carátula del disco estaba avaluado en 5.000 dólares y se encontraba sobre un maniquí detrás de una pared de plástico en donde fue robado el 11 de junio de 2005 del "The Orange Groove: Orange County's Rock n' Roll History", una exhibición dedicada a la historia de la música Rock en el Orange County (Condado Naranja).

## Estilo musical y concepto
Tragic Kingdom utiliza una variedad de géneros musicales. La "tercera ola del ska" y el ska punk son los géneros más destacados en el álbum. También posee elementos de new wave, pop y post-grunge además de ritmos influenciados por el reggae, el flamenco y música tejana entre otros.

### Contenido de las letras
Muchas de las letras de Tragic Kingdom fueron escritas por Gwen Stefani, las que tratan sobre experiencias en su vida, mientras que las de No Doubt y The Beacon Street Collection fueron escritas principalmente por Eric Stefani, que dejó la banda después de terminar las grabaciones de Tragic Kingdom. Debido a esto, el estilo musical cambió con respecto a los álbumes anteriores. El guitarrista Tom Dumont explicó este cambio en una entrevista para Backstage on-line:

«Bien, hay una razón por la que nuestro sonido ha cambiado. Para mí es muy fácil decirlo. Eric, nuestro tecladista, era el que escribía la mayoría de las canciones. Fue la principal fuerza creativa de la banda por muchos años. Y hasta cierto punto cuando salió ese primer álbum se notaron aquellas cosas personales suyas, como que no le gustaba viajar. A él le gusta sentarse y escribir canciones.

»Tenemos un estilo más simple. No estamos muy a gusto con él, este álbum fue nuestro primer intento, fue la primera vez que Gwen escribía las canciones y que trataban sobre ella. En el pasado, Eric escribía sobre sus experiencias y Gwen las cantaba. Ahora es ella la que escribe sobre sus experiencias y eso hace que sea más natural. Creo que esa es la razón por que nuestro estilo ha cambiado.»

### Sencillos
El primer sencillo extraído de Tragic Kingdom fue "Just A Girl", canción en la que Gwen habla sobre los estereotipos femeninos y de la relación con su padre cuando esta llevó su novio a su hogar. Alcanzó el puesto 23 en el Billboard Hot 100 y el número 10 en el Modern Rock Tracks. En el Reino Unido su versión original llegó a la posición 38 en el UK Singles Chart y luego en su relanzamiento llegó al número tres.

## Tragic Kingdom en las listas
En un primer momento el álbum no fue recibido con el entusiasmo esperado y no consiguió entrar en la lista Billboard 200 de los Estados Unidos hasta enero de 1996. Tras casi un año en la lista, alcanzó el primer puesto de los Billboard 200 en diciembre de 1996 y permaneció allí por 9 semanas no consecutivas. El álbum apareció en la lista como número dos en la lista de fin de año de 1997, detrás del álbum Spice de las Spice Girls. Según Nielsen SoundScan, hasta agosto de 2012, Tragic Kingdom vendió 8 200 000 copias en Estados Unidos. En total, se comercializaron 11 millones de copias solo en los Estados Unidos y fue certificado disco de diamante en febrero de 1999.
En los Grammy de 1997, el álbum fue nominado en la categoría de "Mejor Álbum de Rock". Tragic Kingdom fue además certificado disco de platino en el Reino Unido en noviembre de 1997. En Australia, el álbum consiguió un puesto número 6 en la lista de fin de año de 1997 y fue certificado como disco de cuádruple platino en Australia en 1998.

## Lista de canciones
| N.º | Título             | Escritor(es)                                       | Duración |  |
| 1.  | «Spiderwebs»       | Gwen Stefani, Tony Kanal                           | 4:28     |  |
| 2.  | «Excuse Me Mr.»    | Gwen Stefani, Tom Dumont                           | 3:04     |  |
| 3.  | «Just a Girl»      | Gwen Stefani, Tom Dumont                           | 3:29     |  |
| 4.  | «Happy Now?»       | Gwen Stefani, Tom Dumont, Tony Kanal               | 3:43     |  |
| 5.  | «Different People» | Eric Stefani, Gwen Stefani, Tony Kanal             | 4:34     |  |
| 6.  | «Hey You!»         | Gwen Stefani, Tony Kanal                           | 3:34     |  |
| 7.  | «The Climb»        | Eric Stefani                                       | 6:37     |  |
| 8.  | «Sixteen»          | Gwen Stefani, Tony Kanal                           | 3:21     |  |
| 9.  | «Sunday Morning»   | Tony Kanal, Gwen Stefani, Eric Stefani             | 4:33     |  |
| 10. | «Don't Speak»      | Eric Stefani, Gwen Stefani                         | 4:23     |  |
| 11. | «You Can Do It»    | Gwen Stefani, Eric Stefani, Tom Dumont, Tony Kanal | 4:13     |  |
| 12. | «World Go 'Round»  | Tony Kanal, Gwen Stefani                           | 4:10     |  |
| 13. | «End It on This»   | Gwen Stefani, Tom Dumont, Tony Kanal, Eric Stefani | 3:45     |  |
| 14. | «Tragic Kingdom»   | Eric Stefani                                       | 5:31     |  |

## Créditos y personal

### No Doubt
- Gwen Stefani – vocalista.
- Tom Dumont – guitarra.
- Tony Kanal – bajo.
- Adrian Young – percusión, tambor.

### Artistas adicionales en la gira
- Phil Jordan – trompeta.
- Gabrial McNair – teclado, trombón.
- Stephen Bradley – teclado eléctrico, trompeta.

### Personal adicional
- Bill Bergman – saxofón.
- Aloke Dasgupta – cítara.
- Melissa «Missy» Hasin – violonchelo.
- Nick Lane – trombón.
- Les Lovitt – trompeta.
- Stephen Perkins – tambores de acero.
- Greg Smith – saxofón barítono.
- Matthew Wilder – teclado.

### Miembros Anteriores
- John Spence – codirector de vocales (1986–1987).
- Eric Stefani – teclado (1986–1995).
- Jerry McMahon – guitarra (1986–1988).
- Chris Webb – tambores (1986–1989).
- Chris Leal – bajo (1986–1987).
- Alan Meade – trompeta o codirector de vocales (1986–1988).
- Tony Meade – saxofón (1986–1988).
- Paul Caseley – trombón (1987–1990).
- Eric Carpenter – saxofón (1988–1994).
- Don Hammerstedt – trompeta (1990–1992).
- Alex Henderson – trombón (1991–1993).
- Gabriel González II – trompeta (1986–1990).

### Producción
- Productor: Matthew Wilder.
- Ingenieros: Ray Blair, Matt Hyde, Phil Kaffel, George Landress, Johnny Potoker.
- Mezclador: Paul Palmer.
- «máster»: Robert Vosgien.
- Director: Albhy Galuten.
- Fotografía: Dan Arsenault, Shelly Robertson.

## Certificaciones
| País           | Organismo certificador | Certificación | Unidades certificadas / Ventas |
| -------------- | ---------------------- | ------------- | ------------------------------ |
| Alemania       | BVMI                   | Oro           | 250 000 / 360 000              |
| Argentina      | CAPIF                  | Oro           | 30 000                         |
| Australia      | ARIA                   | 4× Platino    | 280 000                        |
| Austria        | IFPI (Austria)         | Oro           | 25 000                         |
| Bélgica        | BEA                    | Platino       | 50 000                         |
| Brasil         | Pro-Música Brasil      | Oro           | 100 000                        |
| Canadá         | Music Canada           | Diamante      | 1 000                          |
| España         | Promusicae             | 2× Platino    | 200 000                        |
| Estados Unidos | RIAA                   | Diamante      | 10 000                         |
| Finlandia      | IFPI (Finlandia)       | Platino       | 50 000 / 55 785                |
| Francia        | SNEP                   | 2× Oro        | 200 000                        |
| Israel         | IFPI (Israel)          | Oro           | 20 000                         |
| Italia         | FIMI                   | Platino       | 100 000                        |
| Japón          | RIAJ                   | Oro           | 100 000                        |
| Noruega        | IFPI (Noruega)         | Platino       | 50 000                         |
| Nueva Zelanda  | Recorded Music NZ      | 5× Platino    | 75 000                         |
| Países Bajos   | NVPI                   | Platino       | 100 000                        |
| Reino Unido    | BPI                    | Platino       | 300 000 / 533 172              |
| Suecia         | GLF                    | 2× Platino    | 200 000                        |
| Suiza          | IFPI (Suiza)           | Platino       | 50 000                         |